# Nowy Dwór (Gorzów Wielkopolski)
Nowy Dwór – dzielnica położona blisko granic miasta w południowej części Gorzowa Wielkopolskiego. Znajdują się tutaj głównie domki jednorodzinne oraz ogródki działkowe. Przez dzielnicę przebiega Trasa Zgody – obwodnica Gorzowa. Do Nowego Dworu można dojechać autobusami MZK Gorzów linii 107, 110 oraz 127. Główne ulice dzielnicy to: Marcina Kasprzaka, Trasa Zgody, Ulimska, Niwicka, Drozdowa.